# Kraagplevier
De kraagplevier (Anarhynchus collaris) is een waadvogel uit de familie van plevieren (Charadriidae).

## Verspreiding en leefgebied
Deze soort komt voor langs kusten en rivieroevers van Centraal-Mexico, zuidelijk naar Chili en Argentinië.

## Status
De grootte van de populatie is in 2019 geschat op 50-500 duizend volwassen vogels. Op de Rode lijst van de IUCN heeft deze soort de status niet bedreigd.